# Casa Gispert
La Casa Gispert és un establiment situat als carrers dels Sombrerers, 23 i de Sant Antoni dels Sombrerers, 8 de Barcelona, catalogat com a de gran interès (categoria E1). L'edifici on es troba està catalogat com a bé cultural d'interès local.

## Història i descripció

### Can Tano
A finals del 1828, el taverner Gaietà Vínzia i Sogno (†1863), cuiner de la fonda de la Creu de Malta (anomenada de les Mosques pel carrer on era situada), va adquirir als marmessors de Raimunda Llopart i Baví un edifici de finals del segle xviii als carrers de Sombrerers i de Sant Antoni, on va establir una fonda, coneguda popularment com a Can Tano (de Cayetano). El 1833, va demanar permís per a canviar-ne el rètol i rebatejar-la com a de les Mosques Noves. Posteriorment es va retirar del negoci, i el 1857 va tornar a fer-se'n carrec. El 1860, la fonda va passar a ser regentada per Francesc Gost «Quico», que el 1880 la va traslladar al carrer dels Sombrerers, 1 amb el nom de La Aurora.

### Edifici actual
Josep Vínzia i Punti, fill de Gaietà, estava casat amb Lluïsa Falciola i Badanelli, i la seva filla Gaietana Vínzia i Falciola es va casar amb Casimir Rull i Blasi, que cap al 1889 hi va fer construir l'edifici actual. Consta de planta baixa i cinc pisos, amb tres obertures per planta. Els balcons són correguts de llosana de pedra motllurada, llevat del primer pis; i les baranes són de ferro de barrots verticals. N'emfasitzen l'horitzontalitat un fris de pedra motllurada a l'alçada de cada forjat, sota el qual hi ha una tira esgrafiada, que gira potenciant la cantonada.

### Casa Gispert
A principis del segle xx hi havia la botiga de safrà i drogueria de Francesc Cuadrenys, i el 1911, el metge de Centelles Josep Gispert comprà la botiga per als seus dos fills Enric i Alfons (E & A Gispert), especialitzant-se en la venda a l'engròs de productes colonials. El 1993, la vídua d’Enric Gispert traspassà el negoci als germans Margenat, que l'orientaren cap al comerç minorista, i des del 2013, el regenten Gemma Marín i Enric Comelles.
La botiga disposa de dos portals, situats als costats de l'escala de veïns, essent l'entrada pel de la dreta. Estan emmarcats per sengles mobles de fusta motllurada amb un calaix a la llinda i plafons laterals als brancals, de vidre pintat negre i rètols esgrafiats. A l'interior es conserva gran part del mobiliari original: el taulell mostrador, els prestatges amb o sense calaixos per a la mercaderia, així com els cistells de vímet i l'utillatge. És destacable el forn de llenya per a torrar els fruits secs, únic a Europa i que continua funcionant en l'actualitat.